# Kirovskij rajon (Perm')
Il Kirovskij rajon (in russo Кировский район?) è uno dei sette distretti (rajon) della città di Perm' (Russia).
Il distretto si trova interamente sulla riva destra del fiume Kama.